# Un amour de Tchekhov
Pour plus de détails, voir Fiche technique et Distribution.
Un amour de Tchekhov (russe : Сюжет для небольшого рассказа, Sujet dlia nebolchovo rasskaza, littéralement :  Sous réserve d'une histoire courte) est un film franco-soviétique de Sergueï Ioutkevitch, sorti en 1969.

## Synopsis
Anton Tchekhov se remémore la passion qu'il éprouva, avant son mariage avec l'actrice Olga Knipper, pour la chanteuse Lika Mizinova qui lui inspira plus tard le personnage de Nina de sa pièce La Mouette.

## Fiche technique
- Titre original : Сюжет для небольшого рассказа (Sujet pour un court récit)
- Titre français : Un amour de Tchekhov
- Titre alternatif français : Lika, le grand amour de Tchekhov
- Réalisation : Sergueï Ioutkevitch
- Scénario : Leonid Maliouguine (ru)
- Photographie : Naoum Ardachnikov (ru)
- Directeur artistique : Arnold Weissfeld
- Décors : Alina Spechneva, Nikolaï Serebriakov
- Costumes : Lioudmila Koussakova
- Maquillage : Mihaïl Tchikirev, Elena Kaleva
- Son : Boris Volski
- Musique : Rodion Chtchedrine
- Montage : Klavdia Aleïeva
- Production : Lev Kouchelevitch, Élie Fabrikant
- Sociétés de production : Mosfilm (URSS), Telcia Films (France)
- Sociétés de distribution[1],[2] : Audiophone (France), Les Films Cosmos (France), Arkeion Films (France), LCJ Éditions et Productions (vente internationale)
- Pays de production :  Union soviétique,  France
- Langue originale : russe
- Format : couleur — 70 mm — 2.20:1 Sovscope — son stéréo 6 pistes
- Genre : biographie, comédie dramatique
- Durée : 86 minutes
- Dates de sortie[3] : 
  - URSS : 6 octobre 1969
  - France : 16 janvier 1970
- (fr) Classifications CNC : tous publics, Art et Essai (visa d'exploitation no 34942 délivré le 7 janvier 1970)

## Distribution
- Nikolaï Grinko (VF : Jean Rochefort) : Anton Tchekhov
- Marina Vlady : Lika Mizinova
- Iya Savvina : Maria Tchekhova, sœur d'Anton Tchekhov
- Rolan Bykov : Mikhaïl Pavlovitch Tchekhov, frère d'Anton Tchekhov
- Evgueni Lebedev : Pavel Egorovitch Tchekhov
- Alexandra Panova (ru) : Evguenia Yakovlevna Tchekhova
- Ekaterina Vassilieva : Ovtchinnikova, artiste-peintre
- Léonide Gallis (ru) : Vladimir Guiliarovski
- Youri Yakovlev : Ignati Potapenko (ru), écrivain
- Sergueï Koulaguine (ru) : marchand Glebov
- Evgueni Choutov (ru) : père Guerassime
- Viktor Avdiouchko : paysan
- Igor Kvacha :
- Vladimir Ossenev (ru) : Kourbatov
- Gueorgui Toussouzov (ru) : souffleur
- Alexandre Schirwindt
- Dimitri Sorokine[DS 1] : touriste questionnant le guide à la Tour Eiffel

## Production

### Casting
Marcel Ferrand, de l'INALCO rend un hommage posthume à son collègue l'auteur Dimitri Sorokine (1922-1982) figurant dans le film. 

### Tournage
- Période de prises de vue : 1968-1969.
- Intérieurs : studios Mosfilm (URSS).
- Marina Vlady[4] : « Tout se tourne devant des décors peints comme au théâtre, avec d'exquis trucages, et une musique composée et interprétée au piano par Rodion Chédrine[5]. Je découvre d'abord les costumes : essayages quotidiens pendant un mois ! […] Je vois pénétrer dans la salle de maquillage celui qui va interpréter Anton Pavlovitch Tchekhov. […] Nicolaï Grinko, célèbre acteur ukrainien, a joué dans tous les films de Tarkovski. […] Je découvrirai bientôt son étonnante capacité à utiliser son corps pour interpréter, sans texte, des sentiments profonds ; désarroi, allégresse, déception, angoisse. C'est ce qu'on appelle, dans le métier, un acteur « organique ». […] Magnifique d'humanité et de profondeur, pour lequel j'ai gardé une amitié qui a duré jusqu'à sa disparition. […] Un amour de Tchekhov est sans doute l'une des œuvres les plus achevées de ma carrière. On ne l'a vue sur les écrans français que durant deux petites semaines. Dix mois de travail (payés en roubles non convertibles !) et un doublage parfait pour lequel Jean Rochefort a prêté à Nicolaï Grinko le ton de sa voix la plus juste, le plus tendre, en un mot le plus tchékhovien, entouré de Gabriel Cattand et d'Arlette Thomas, eux aussi parfaits, tous dirigés par Élie Fabrikant, notre producteur français, d'origine russe, qui a réalisé un remarquable travail en traduisant et adaptant le texte original. »